# Pauvreté évangélique

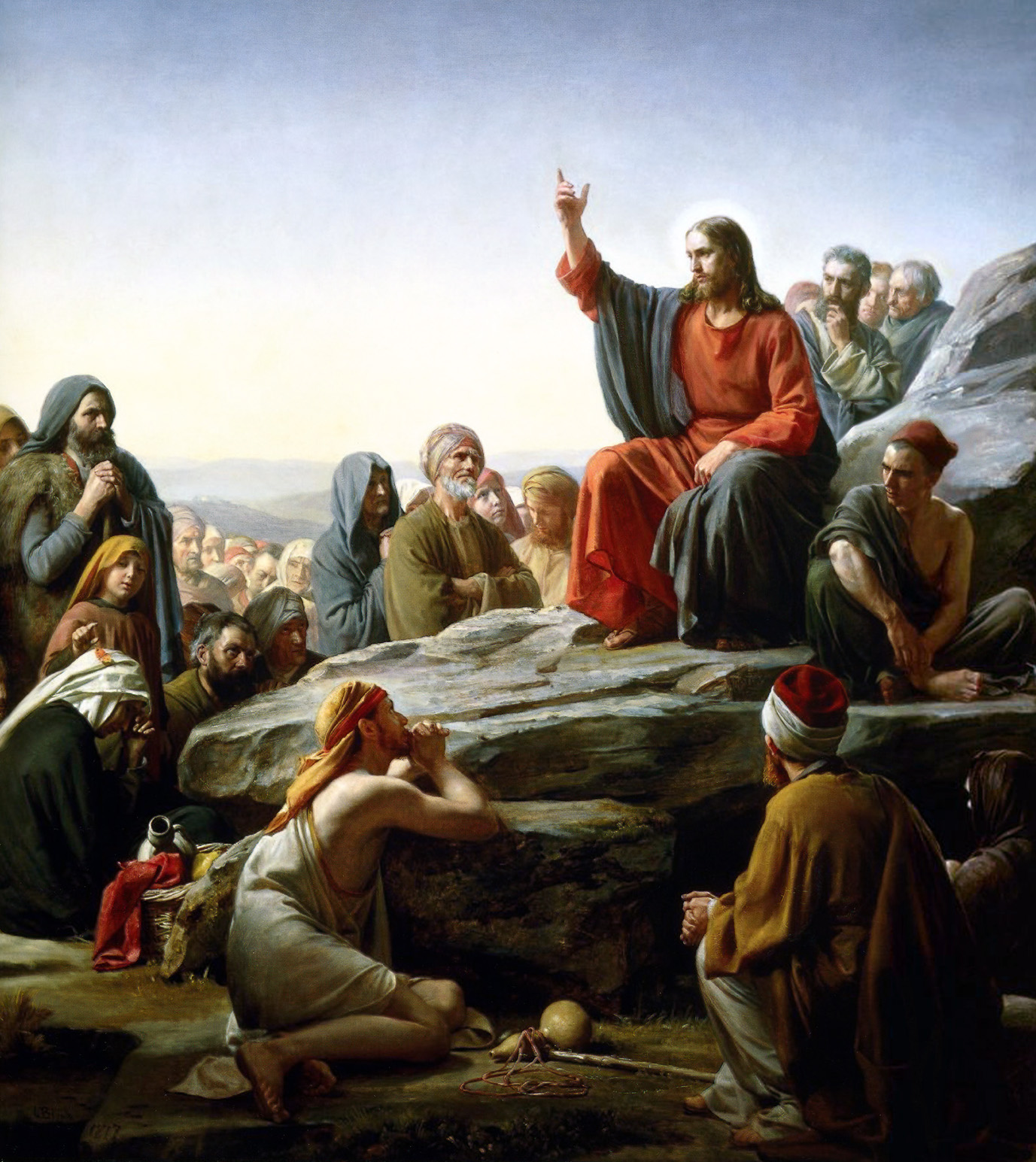
Le Sermon sur la montagne par Carl Heinrich Bloch, 1890.

La pauvreté évangélique (à ne pas confondre avec la pauvreté spirituelle) est une vertu évangélique basée sur le septième commandement (« Tu ne commettras pas de vol ») et la béatitude « Bienheureux les pauvres en esprit, le Royaume de Dieu est à eux ». Cette vertu, que tout chrétien est appelé à vivre, n'est pas une incitation à l'indigence ou la misère, mais un appel au dépouillement, à la sobriété, à la réduction de la consommation, au respect de la création et des animaux. La modération de l’attachement aux biens de ce monde est, pour l'Église, un signal de l’intérêt porté aux personnes plutôt qu’aux biens.
La pratique de la vertu de pauvreté évangélique ne se limite pas à la mise en commun des biens économiques, ou de services humanitaires, caritatifs et éducatifs, mais également de tous les talents personnels (artistiques, intellectuels, physiques, spirituels, ...) dans l'exercice des responsabilités sociales, familiales ou professionnelles de chacun ; ces biens devant être utilisés en fonction des capacités de chacun, dans l'intérêt de tous. 
La pratique de la pauvreté par le chrétien intègre un engagement pour la justice sociale, la justice économique (un État de droit défendant l'intérêt de la population, la régulation des systèmes financiers, des relations commerciales) ainsi que la mise en œuvre d'un devoir de justice et de solidarité, ou de charité, à l'intérieur d'une nation et entre les nations. Les nations riches étant appelées à soutenir et aider les nations plus pauvres ou moins développées.

## Origine et signification
La pauvreté évangélique est une vertu évangélique basée, dans le Catéchisme de l'Église catholique, sur :
- Le septième commandement « Tu ne commettras pas de vol » (Ex 20,15, repris en Dt 5,19)[1].
- La béatitude « Bienheureux les pauvres en esprit, le Royaume de Dieu est à eux » (Mt 5,3)[2],[3].

Pour le chrétien qui souhaite vivre des valeurs de l'évangile, il découvre, dans la pauvreté, les richesses de générosité, d’abnégation et de liberté intérieure qui lui permettent de se rendre dépendant de Dieu, pour se mettre au service de ses frères et de ses sœurs. 
Vivre la pauvreté évangélique consiste, tout en se gardant confiant en Dieu, à faire un usage évangélique des biens de ce monde et des talents personnels, dans l’exercice des responsabilités sociales, familiales et professionnelles.
Cette vertu implique également un engagement en faveur de la justice dans le monde, afin que celui-ci soit davantage conforme au projet de Dieu. 
Pour le chrétien, la pratique de la pauvreté évangélique est un acte d’espérance par lequel, en reconnaissant ses limites personnelles, il s’abandonne avec confiance à la bonté et à la fidélité de Dieu.

### Simplicité de vie
Dans la culture et mentalité contemporaine la pauvreté est perçue comme un mal social ou économique. Aussi le vœu de pauvreté est-il parfois expliqué par des auteurs religieux comme un engagement à un style de vie radicalement simple,. La pauvreté religieuse n’est pas une option pour l’indigence ou la misère,.  Ce dépouillement permet une nouvelle relation avec la nature et les biens de la terre, ou (en langage théologique) un renouvellement du sens de communion à Dieu, au sein de sa Création.
La pratique de la vertu de pauvreté est un appel à la sobriété, à la réduction de la consommation, à un respect de la création et des animaux et des conditions de vie du prochain : l'appétit de consommation humaine doit être modéré dans l'attention portée à la création et aux conditions de vie des générations futures. Pour le père Mas Arrondo, cette vertu de pauvreté « implique non seulement un comportement extérieur, mais aussi intérieur. Elle englobe le fait de modérer la pensée et les ambitions de n'importe quel genre ». Ainsi, Thérèse d'Avila met en garde les chrétiens contre les « honneurs » (un amalgame de pouvoir, d'argent, de prestige et de réputation), les invitant à combattre ces tendances naturelles chez l'homme.

### Partage des biens
Le lien indissoluble entre pauvreté évangélique et partage des biens est également illustré dans la pratique de la communauté chrétienne primitive telle qu’elle est décrite dans le livre des Actes des Apôtres. Il y est fréquemment mentionné que les chrétiens mettaient tout en commun et aucun ne manquait de rien (Ac 4,32). 
L'Église précise que la modération de l’attachement aux biens de ce monde, est signal de l’intérêt porté aux personnes plutôt qu’aux biens, et la pratique du partage des biens en est une des expressions les plus éclairantes. Ce fut ainsi dès l’origine, et durant toute l’histoire de l'Église. Ainsi, le père Mas Arrondo, déclare : « avec l'évangile et les œuvres de sainte Thérèse en main, nous défendons la convenance d'une austérité de vie de la part de tous, c'est-à-dire un système économique non basé sur la production maximale pour qu'augmentent la consommation et le profit. Nous croyons que, si la majorité des hommes menaient une vie sobre, une meilleure distribution de la richesse serait possible sur toute la planète ». Plus loin il précise que tout chrétien souhaitant mener un chemin spirituel doit en préalable renoncer volontairement « à avoir comme but suprême de la vie le fait de gagner de l'argent. Celui qui trouve dans l'argent l'objectif central de sa vie, a déjà trouvé son dieu, il n'en a pas besoin d'un autre ».
La pratique de la vertu de pauvreté évangélique ne vise pas uniquement la mise en commun des biens économiques, mais aussi de services humanitaires, caritatifs et éducatifs, tout comme des talents personnels (artistiques, intellectuels, physiques, spirituels, ...) dans l'exercice des responsabilités sociales, familiales ou professionnelles qui doivent être utilisés en fonction des capacités de chacun, dans l'intérêt de tous.

### Promotion de la justice

#### Différence entre justice et charité
Associé à la notion de pauvreté, se trouve le principe de justice sociale et la défense des droits de l'homme. 
Déjà dans l'Épître de Jacques, il était fait mention que ne pas payer un juste salaire aux travailleurs était une atteinte à la justice (Jc 5,1-6). Saint Jean Chrysostome le disait également : « Ne pas faire participer les pauvres à ses propres biens, c’est les voler et leur enlever la vie. Ce ne sont pas nos biens que nous détenons, mais les leurs. », tout comme saint Grégoire le Grand : « Quand nous donnons aux pauvres les choses indispensables, nous ne leur faisons point de largesses personnelles, mais leur rendons ce qui est à eux. Nous remplissons bien plus un devoir de justice que nous n’accomplissons un acte de charité. ».
Ce que reprend le Catéchisme de l'Église catholique qui le répète en disant « Il faut satisfaire d’abord aux exigences de la justice, de peur que l’on n’offre comme don de la charité ce qui est déjà dû en justice. ».

#### Justice économique
Si pour l'Église, le travail est un devoir : « Si quelqu’un ne veut pas travailler, qu’il ne mange pas non plus » (2Th 3,10, 1Th 4,11). Elle précise que la juste rétribution du salaire est une question de justice sociale. Car « Chacun doit pouvoir puiser dans le travail les moyens de subvenir à sa vie et à celle des siens, et de rendre service à la communauté humaine. ».
Et si tout le monde doit avoir « droit à des initiatives économiques », l’État a le devoir de surveiller et de conduire l’application des droits humains dans le secteur économique.

#### Justice dans le monde
L'Église précise également dans son catéchisme que la solidarité est nécessaire entre les nations. Les États doivent enrayer les "mécanismes pervers" qui empêchent le développement de certains pays. La régulation des systèmes financiers, des relations commerciales justes entre nations, stopper la course aux armements pour mobiliser toutes les énergies vers un développement moral, culturel et économique de toutes les nations (et de tous les êtres humains). Il s'agit pour les nations riches plus d'un devoir de justice que de solidarité ou de charité. Tout chrétien est appelé à la promotion de la justice dans le monde,. 

## Vœu de pauvreté
Si, dans l'Église catholique tout chrétien est appelé à vivre la vertu évangélique de pauvreté, seuls les religieux ont la possibilité de prononcer le vœu de pauvreté lors de leurs vœux religieux. Il s'agit pour alors d'un engagement fort à vivre cette pauvreté évangélique, officialisée par une promesse solennelle et publique faite à Dieu, et qui inclut la renonciation à la possession de biens matériels, en vue de se livrer plus entièrement à la recherche de Dieu et des biens spirituels qu’il pourra lui accorder.

## Citations
- « Recevoir avec gratitude ce que la providence divine t'envoie ; renoncer joyeusement à ce dont elle veut te priver ; et ne pas te soucier de ton propre corps, de ses petits besoins, de ses envies, mais en laisser le soin à ceux qui en ont la charge ; ne pas te préoccuper du lendemain ni du prochain repas »[16].
- « Il exige la pauvreté, car nos mains, pour recevoir les biens du ciel, doivent être vides des biens de ce monde. »[17].